# Simon et les Modanais
Simon et les Modanais est un groupe de rock français créé en 1987 à Modane (Savoie). Le groupe, composé de Bernard Simon et plusieurs de ses amis originaires du village savoyard éponyme, est principalement connu pour s'être classé no 2 du Top 50 au printemps 1988 avec le titre Étoile des neiges.

## Historique

### Genèse
Au milieu des années 1980, Bernard Simon dit « Simon », cheminot à Modane, est chanteur dans un petit groupe qui reprend le répertoire du rockeur français Johnny Hallyday et répète dans une chapelle désaffectée. Il demande à Louis Testardi, dit « Gigi », un de ses collègues de la SNCF et ami depuis le collège, de les rejoindre à la batterie.
Animant de nombreux bals dans la région de Modane, dans leur style « rock-musette », les deux amis se lancent un soir dans une reprise du titre Étoile des neiges, chanson popularisée par Line Renaud dans les années 1950 et adaptée en français par Jacques Plante en 1949 sur une mélodie anglaise plus ancienne. Cette reprise devient rapidement populaire et gagne une certaine renommée dans la région, en plaisant à la fois aux Mauriennais et aux touristes parisiens. Si bien qu'une autre connaissance des deux amis, Jacques Vise, à la base carrossier à  Saint-Michel-de-Maurienne, monte à Paris en tant que technicien de scène pour tenter de vendre le concept, aidé dans sa tâche par un autre Modanais connu dans le milieu, Jean Soulier dit « Gino Palatino », notamment guitariste de la chanteuse Sheila et Alain Souchon.
En six mois, ils arrivent à se faire prêter un vieux studio, qu'ils réhabilitent pour pouvoir enregistrer une maquette. Présentée au label BMG, un succès populaire est rapidement repéré par les producteurs. Initialement, Simon, le chanteur, doit évoluer en solo mais la maison de disque dicte les règles et exige notamment l'image d'un groupe « du terroir ». Ainsi, Gigi reste à son poste de batteur et Jacques est aux claviers, avec des bruits de cloche ajoutés sur la bande-son (toujours dans cette optique d'« authenticité »), et Véronique Vise, dite « Véro », sœur de Jacques et bassiste, rejoint le groupe pour assurer la féminité du groupe (argument vendeur selon BMG). Simon et les Modanais sont nés, un 45 tours sort.

### Succès puis rapide déchéance
Le disque remporte vite le succès notamment grâce à un clip dans lequel Simon, portant un perfecto et un nœud papillon, tente de séduire Véro costumée en bergère des montagnes. Jugé avec le recul de « cliché et mignon » par certains ou de « kitsch » pour d'autres, toujours est-il que ce clip contribue à la vente de plus de 600 000 disques. et a, selon certains, « marqué toute une génération ». Ils font leur première apparition télévisée chez Pascal Sevran en 1987 et reçoivent un disque d'or des mains de Line Renaud dans l'émission de Michel Drucker Champs Élysées. Max Guazzini les programme également en boucle sur NRJ et la mairie de Modane les consacre citoyens d’honneur,.
Mais la discorde grandit de plus en plus parmi les membres du groupe, Simon reprochant la faiblesse des textes fournis par Véro (à l'origine notamment de la face B de leur premier 45 tours, intitulé Au bar de l'edelweiss), ce qui entraine bientôt son départ. Voulant se lancer dans une carrière solo, elle sera intermittente du spectacle pendant 14 ans avant de revenir en Pays de Savoie et devenir saisonnière à Aussois. Le reste du groupe tente tout de même sa chance par deux fois avec une chanson de Tino Rossi version slow (Il pleut sur la route), puis une reprise en langue française de Only You (And You Alone) du groupe américain The Platters rebaptisée Reviens moi. Enfin, la quasi-totalité de leur œuvre sort en album sous le titre Il était une fois en Savoie... mais qui ne rencontre pas le succès. Tout en continuant la musique en amateurs, Gigi reprend son poste à la SNCF en s'établissant à Chambéry, Jacques continue sa vie de technicien de scène, sa nouvelle carte de visite lui ouvrant des tournées importantes, quant à Simon, il transporte des chalets dans la région d'Annecy,.
En 2011 puis en 2012, pour fêter les 25 ans de la naissance du groupe, quelques membres du groupe sont interrogés par la presse et expriment leur amertume et leur nostalgie aux journalistes, estimant avoir été utilisés et sacrifiés au profit du marketing musical à court terme et à la carrière des tierces personnes les ayant « conseillés »,.